# Hadena irregularis
The Viper's Bugloss (Hadena irregularis) là một loài bướm đêm thuộc họ Noctuidae. Nó được tìm thấy ở châu Âu.
Sải cánh dài 32–36 mm. Con trưởng thành bay từ tháng 7 đến tháng 8 tùy theo địa điểm.
Ấu trùng ăn các loài Silene otites và Gypsophila.

## Hình ảnh

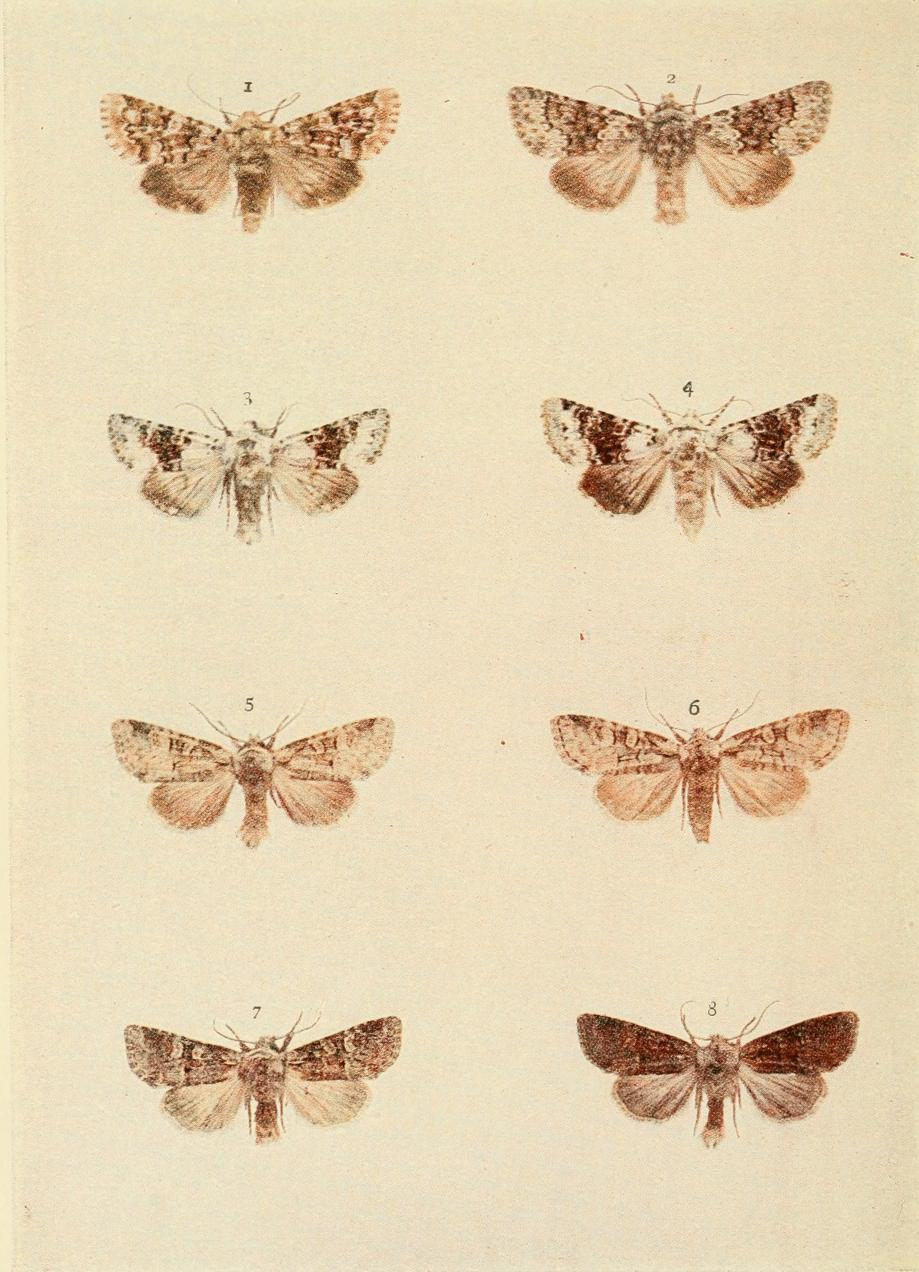